# Stadio Hassan II
Lo stadio Hassan II (in arabo: ملعب الحسن الثاني) è uno stadio di calcio con una capienza di 10.000 posti a sedere situato al centro della città di Fès, in Marocco. Lo Stadio ospita le partite casalinghe del Maghreb de Fes, del Wydad de Fes e fa parte di un complesso, oltre allo stadio, comprende un palazzetto dello sport, una piscina, un campo da basket e un campo da tennis 